# Astro (przedsiębiorstwo)
Astro – ekwadorskie przedsiębiorstwo produkujące obuwie, odzież i akcesoria sportowe.
Jest marką należącą do grupy Marathon.

## Kluby

### Aktualne
- Guayaquil City FC (od 2014)[2]
- Sport Boys Association (od 2022)[1]
- CD Universidad César Vallejo (od 2023)[3]

### Byłe
- CSD Macará (2006–2008)[4]
- Independiente del Valle (2007–2009)[5]
- LDU Portoviejo (2009)[6]
- CD Universidad Católica Quito (2009, 2014–2015, 2017)[7]
- CD Técnico Universitario (2009–2016)[8]
- SD Aucas (2010–2012)[9]
- CS Emelec (2010–2012)[10]
- Manta FC (2010–2013, 2015, 2021–2022)[11]
- CD Olmedo (2011–2012, 2015)[12]
- LDU Loja (2013–2015)[13]
- CD América (2019, 2022)[14]
- CD Espoli (2021)[15]
- Estudiantil CNI (2022)[16]